# Gebirgskarren (Hf. 4)
Der Gebirgskarren (Hf. 4) war ein einspännig oder mit Manneskraft gezogener Karren für die Gebirgstruppen ab 1938 und wurde bis zum Ende des Zweiten Weltkriegs eingesetzt.

## Entwicklung
Da der Bedarf der für einen Gebirgskrieg geeigneten Verbände steigen würden, veranlasste die Inspektion 6 (F) des Reichswehrministerium die Entwicklung eines Gebirgskarren, speziell für das Gelände im Gebirge. Im Juni 1927 wurde ein erstes entsprechendes Fahrzeug vorgestellt und zur Erprobung an die 4. Eskadron der Fahrabteilung 7 (Landsberg am Lech) übergeben. Die offizielle Einführung des Fahrzeuges fand jedoch erst 10 Jahre später in der Wehrmacht statt. Dort hatte der Karren die Bezeichnung Gebirgskarren (Hf. 4) erhalten.

## Produktion
Der erste Prototyp des Gebirgskarren wurde 1927 hergestellt, die Serienproduktion begann allerdings erst im Jahr 1938. Bereits im Jahr 1941 wurde die Produktion wieder eingestellt, da sich der Karren nicht wirklich bewährte. Der Preis für einen Gebirgskarren lag bei 570 Reichsmark.

## Technische Daten
Der Gebirgskarren (Hf. 4) bestand aus einer Achse, einem Wagenkasten, der Deichsel mit Ortscheit und einer Plane. Die Deichsel war eine Gabeldeichsel, welche nach rechts und links schwenkbar war.

## Einsatz
Zum Einsatz kam der Gebirgskarren bei den Gebirgsjägerkompanien, den Gebirgspionieren und den Gebirgsveterinärkompanien. Gemäß dem Kriegsstärkenachweis (KStN) Nr. 565 vom 1. Oktober 1937 standen den Nachrichtenzügen der Gebirgsartillerieregimenter ein Gebirgskarren für den Transport vom Nachrichtengerät zur Verfügung. Es wurden auch die Nachrichtenzüge der Gebirgsjägerbataillone mit Gebirgskarren ausgestattet. Gemäß dem KStN 6079 vom 1. April 1941 gehörten zu einer Gebirgsjäger-Nachrichtenersatzkompanie fünf Gebirgskarren und zu einer Gebirgsjäger-Nachrichtenausbildungskompanie ebenfalls fünf (hier KStN 6079 vom 1. Januar 1943).
Eine Verladung des Gebirgskarren auf Schienenfahrzeuge war auch möglich und wurde in der Truppentransportvorschrift der Wehrmacht geregelt. Um den Transport von mehreren Gebirgskarren zu vereinfachen, wurden mehrere ineinandergeschoben. Damit konnte man bei zwei Fahrzeugen 60 cm bei beiden einsparen.
Im Verlauf des Krieges wurde der Gebirgskarren jedoch nach und nach durch den Infanteriekarren (If. 8) ersetzt.